# Francisco Roig Ballester
Francisco Roig Ballester (Pueblo Nuevo, Valencia, 15 de febrero de 1912 - Puzol, 14 de marzo de 2003) fue un empresario español, fundador de Mercadona y Pamesa Cerámica. Estaba casado con Trinidad Alfonso Mocholí, y tuvo siete hijos: Francisco, Amparo, Vicente, Trinidad, Fernando, Juan y Alfonso.

## Biografía
Francisco Roig Ballester nació en la pedanía de Pueblo Nuevo de la ciudad de Valencia. Quedó huérfano a muy corta edad y su tío Vicente se hizo cargo de su educación. Dedicado al sector agropecuario, fundó Cárnicas Roig, a la que convirtió en una gran compañía, de las pocas de su época que abarcaban todo el proceso productivo hasta la venta directa. Entre las firmas que fundó se encuentran Cooperativa Ganadera Valenciana, Agropecuaria del Saladar, Pamesa Cerámica y Mercadona.
No abandonó sus negocios hasta que la salud se lo impidió, con más de ochenta años.
En la actualidad, sus hijos Francisco (Grupo Corporativo Roig), Fernando Roig (Pamesa Cerámica) y Juan (Mercadona) se encuentran al frente de los negocios familiares. Mercadona se ha convertido en la cadena de supermercados más importante de España y Pamesa Cerámica es una de las firmas líderes de su sector en Europa.
Tras una larga enfermedad, Francisco Roig Ballester murió en Puzol el 14 de marzo de 2003.